# Séisme de 1997 à Cap-Rouge
Le séisme de 1997 à Cap-Rouge est un séisme de 5,2 sur l'échelle de Richter, qui a secoué la ville de Québec de Cap-Rouge et les environs en novembre 1997. 
Alors que la région de Charlevoix est la région du Québec la plus associée à l'activité sismique à cause de la faille de Logan, le tremblement de terre de 1997 montre que la ville de Québec doit également se préparer à des secousses. En effet, même si le tremblement de terre de 1997 a été le premier officiellement enregistré avec un épicentre dans la région de Québec, la ville avait subi les contrecoups du tremblement de terre de Saguenay de 1988.